# Briobioreactor
Briobioreactorul este un tip de bioreactor folosit pentru cultivarea și înmulțirea mușchilor de pământ. Este folosit pentru obținerea de biomasă. Primele bioreactoare au folosit briofitul physcomitrella patens⁠(en)[traduceți].